# جورج باربر
جورج باربر هو منافس ألعاب قوى كندي، ولد في 23 أغسطس 1884 في تورونتو في كندا، وتوفي في 28 مايو 1938.

## وصلات خارجية
- جورج باربر على موقع أوليمبيديا (الإنجليزية)